# 1400년대
1400년대는 1401년부터 1500년까지를 가리킨다.